# Luc Castaignos
Luc Castaignos (* 27. září 1992, Schiedam, Nizozemsko) je nizozemský fotbalový záložník a bývalý mládežnický reprezentant, od ledna hráč řeckého klubu OFI Kréta.
Svým herním stylem bývá přirovnáván k francouzskému fotbalovému útočníkovi Thierry Henrymu.

## Klubová kariéra
Profesionální fotbalovou kariéru zahájil ve Feyenoordu v létě 2009. Sezónu 2011/12 strávil v milánském Interu a v létě 2012 se vrátil do Nizozemska, přestoupil za 6 milionů eur do týmu FC Twente jako náhrada za Luuka de Jonga, který odešel do německého klubu Borussia Mönchengladbach.
V červenci 2015 přestoupil do německého bundesligového klubu Eintracht Frankfurt. V srpnu 2016 přestoupil do portugalského klubu Sporting Lisabon. V srpnu 2017 v letním přestupovém oknu odešel na hostování do nizozemského Vitesse.

## Reprezentační kariéra
Castaignos byl členem nizozemských mládežnických výběrů od kategorie U17.
Zúčastnil se Mistrovství Evropy hráčů do 17 let 2009, kde ve finále vstřelil gól proti domácím Němcům, ale mladí Nizozemci podlehli 1:2 po prodloužení.
Zúčastnil se i Mistrovství světa hráčů do 17 let 2009 v Nigérii, kde Nizozemci nepostoupili ze základní skupiny C.